# 烏瑪

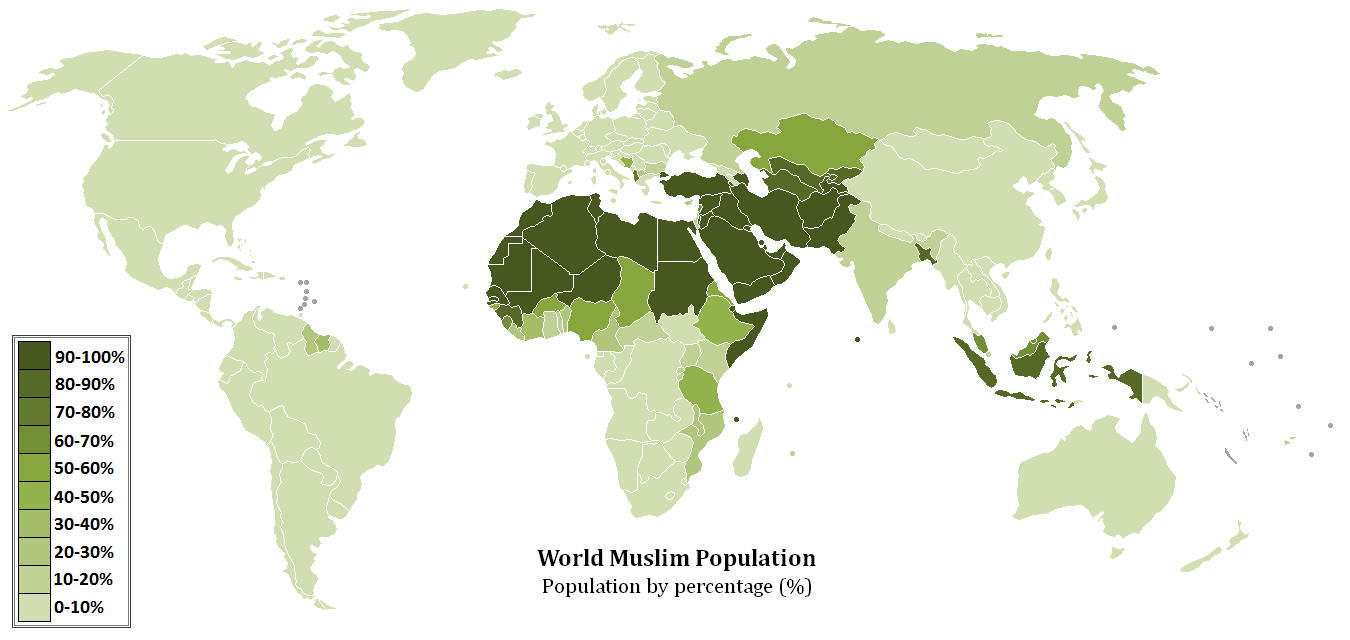
世界穆斯林人口比重地图

乌玛（阿拉伯语：‎ ），本意为“民族”，引申为“社群”。但乌玛不同于“萨本”（阿拉伯语：‎），后者指拥有共同祖先和地理的民族。理論上所有跨国界的穆斯林同屬拥有共同历史的烏瑪成員，而非西方人的民族國家意义的同一民族。622年9月24日聖遷后，穆罕默德以麦地那作为根据地，号召穆斯林为伊斯兰而奋斗，乌玛概念为伊斯兰教的胜利发展和建立统一的民族国家奠定了基础。现代泛伊斯兰主义者所说的乌玛，正是指“穆斯林共同体”（‎ ）。